# باول باتلر (لاعب كرة قدم)
باول باتلر (بالإنجليزية: Paul Butler)‏ (2 نوفمبر 1972 في المملكة المتحدة - ) هو لاعب كرة قدم بريطاني في مركز قلب الدفاع. شارك مع منتخب جمهورية أيرلندا لكرة القدم. أما مع النوادي، فقد لعب مع ليدز يونايتد وميلتون كينز دونز ونادي بوري ونادي روتشديل ونادي سندرلاند ووولفرهامبتون واندررز ونادي تشستر سيتي.

## وصلات خارجية
- باول باتلر (لاعب كرة قدم) على موقع قاعدة بيانات كرة القدم.إي يو (الإنجليزية)
- باول باتلر (لاعب كرة قدم) على موقع ناشيونال فوتبول تيمز (الإنجليزية)
- باول باتلر (لاعب كرة قدم) على موقع Soccerbase.com (لاعب) (الإنجليزية)
- باول باتلر (لاعب كرة قدم) على موقع عالم كرة القدم.نت (الإنجليزية)